# Lewis Schouten
Lewis Schouten (* 4. Februar 2004 in Alkmaar) ist ein niederländischer Fußballspieler. Er spielt bei AZ Alkmaar und ist derzeit an Excelsior Rotterdam ausgeliehen. Des Weiteren war er Nachwuchsnationalspieler der Niederlande.

## Karriere

### Verein
Lewis Schouten spielte beim HSV Heiloo, bevor er im Sommer 2014 in die Jugendabteilung von AZ Alkmaar wechselte. Am 17. Januar 2022 gab er bei der 0:2-Auswärtsniederlage im Zweitligaspiel gegen den FC Dordrecht sein Pflichtspieldebüt für die zweite Mannschaft des Vereins. Schouten kam in der Saison 2021/22 für die zweite Mannschaft zu elf Einsätzen.
Für die Saison 2025/26 wurde er an Excelsior Rotterdam verliehen.

### Nationalmannschaft
Lewis Schouten gab am 13. November 2021 beim 1:1-Unentschieden während eines Vier-Nationen-Turnieres in Spanien gegen Portugal sein Debüt für die U18 der Niederlande. Er spielte für diese Altersklasse in drei Partien. Schouten absolvierte dann in der Folge im September 2022 ebenfalls drei Spiele für die U19-Nationalmannschaft der Niederländer.